# Смирнов Юрій Олександрович
Юрій Олександрович Смирнов (* 17 серпня 1948, Буй, Костромської області, Росія) — міністр внутрішніх справ України в 2001–2003 роках. Генерал-полковник міліції.

## Життєпис
У 1970 році закінчив Харківську юридичну академію імені Ярослава Мудрого за спеціальністю «правознавство».
З грудня 1971 р. — слідчий ВВС Комінтернівського райвиконкому м. Харкова.
1972–1975 рр. — інспектор, старший інспектор інспекції з особового складу, потім до 1985 р. працював начальником відділення, заступника начальника відділу кадрів УВС Харківського облвиконкому.
У листопаді 1985 р. призначений на посаду начальника ВВС Жовтневого райвиконкому м. Харкова.
1988–1994 рр. — начальник управління карного розшуку, заступник начальника Управління — начальник слідчого управління УВС Харківської області.
1994–1997 рр. очолював УМВС України в Луганській області.
У травні 1997 р. призначений на посаду заступника Міністра у Північно-східному регіоні — начальника УМВС України в Дніпропетровській області.
З травня 2000 до березня 2001 р. заступник Міністра — начальник ГУМВС України в м. Києві.
З 2001 року по 2003 рік — Міністр внутрішніх справ України. 15 травня 2001 року Міністр внутрішніх справ зробив заяву, відповідно до якої двоє підозрюваних у вбивстві журналіста Георгія Гонгадзе, — це особи, які вживали наркотичні засоби, померли, і, відповідно, справу було закрито. Міністр також зазначив, що вбивство було не спланованим, без попереднього умислу і без будь-якого політичного мотиву. 17 травня 2001 року Генеральна прокуратура спростувала цю заяву і рекомендувала Міністру в подальшому утримуватись від оприлюднення будь-якої інформації, яка стосується кримінального розслідування.
2003 — 2005 рр. — радник Президента України, заступник Секретаря РНБОУ.
З 2005 року по 2008 рік — перший заступник голови Правління ЗАТ КБ ПриватБанк, одночасно — радник голови Дніпропетровської обласної державної адміністрації (2008).
З липня 2008 року — віце-президент МНПК «Веста».
Член Політичної Ради Єдиного Центру.
Одружений, має двох дітей.

## Нагороди
- Орден «За заслуги» I ст. (16 серпня 2003) — за вагомі досягнення у професійній діяльності, особисті заслуги у зміцненні законності і правопорядку та з нагоди 55-річчя від дня народження[3]
- Орден «За заслуги» II ст.
- Орден «За заслуги» III ст.
- Орден Данила Галицького (19 серпня 2008) — за значний особистий внесок у соціально-економічний, культурний розвиток Української держави, вагомі трудові досягнення та з нагоди 17-ї річниці незалежності України[4]
- Заслужений юрист України (17 грудня 2002) — за вагомий особистий внесок у справу зміцнення законності та правопорядку, захист конституційних прав і свобод громадян, зразкове виконання службового обов'язку та з нагоди професійного свята — Дня міліції[5]
- Командорський хрест ордена святого Григорія Великого (Ватикан, 11 грудня 2001)[6][7]
- Почесна грамота Кабінету Міністрів України (18 серпня 2003) — за багаторічну плідну працю в органах внутрішніх справ, високий професіоналізм та значний особистий внесок у зміцнення законності і правопорядку[8]
- Відомчі заохочувальні відзнаки МВС України — Почесний працівник МВС України, «Лицар Закону», «Хрест Слави», «За безпеку народу» ІІ ст., «Закон і честь», «Почесний знак МВС України», «За міжнародне співробітництво у правоохоронній діяльності» та «За розвиток науки, техніки і освіти» І і ІІ ступенів.